# Mistrzostwa Świata w Łyżwiarstwie Szybkim w Wieloboju Kobiet 1937
2. mistrzostwa świata w łyżwiarstwie szybkim w wieloboju kobiet odbyły się w dniach 30–31 stycznia 1937 roku w szwajcarskim Davos. Łyżwiarki startowały na czterech dystansach: 500 m, 1000 m, 3000 m i 5000 m. Zwyciężczynią zostawała zawodniczka, która wygrała trzy z czterech dystansów lub uzyskała najniższą sumę punktów. Mistrzynią świata została Norweżka – Laila Schou Nilsen. W mistrzostwach wzięło udział tylko sześć zawodniczek.

## Wyniki zawodów
| Poz. | Zawodniczka        | Państwo    | 500 m       | 3000 m        | 1000 m        | 5000 m        | Pkt     |
| ---- | ------------------ | ---------- | ----------- | ------------- | ------------- | ------------- | ------- |
|      | Laila Schou Nilsen | Norwegia   | 46,4 (1) WR | 5.29,6 (1) WR | 1.38,8 (1) WR | 9.28,3 (1) WR | 207,563 |
|      | Synnøve Lie        | Norwegia   | 49,9 (2)    | 5.31,8 (2)    | 1.42,2 (2)    | 9.29,6 (2)    | 213,260 |
|      | Verné Lesche       | Finlandia  | 51,2 (3)    | 5.35,5 (3)    | 1.44,9 (3)    | 9.37,8 (3)    | 217,347 |
| 4    | Trudy Rogger       | Szwajcaria | 54,2 (5)    | 5.57,1 (4)    | 1.48,4 (5)    | 9.51,5 (4)    | 227,067 |
| 5    | Gonne Donker       | Holandia   | 52,1 (4)    | 6.13,3 (6)    | 1.48,3 (4)    | 10.30,8 (5)   | 231,547 |
| NS   | Ruth Hiller        | III Rzesza | 54,9 (6)    | 6.05,8 (5)    | 1.51,4 (6)    | NS            | 171,567 |

Legenda: WR – rekord świata; NS – nie została sklasyfikowana

## Medale za dystanse
| Dystans |                    |             |              |
| ------- | ------------------ | ----------- | ------------ |
| 500 m   | Laila Schou Nilsen | Synnøve Lie | Verné Lesche |
| 3000 m  | Laila Schou Nilsen | Synnøve Lie | Verné Lesche |
| 1000 m  | Laila Schou Nilsen | Synnøve Lie | Verné Lesche |
| 5000 m  | Laila Schou Nilsen | Synnøve Lie | Verné Lesche |